# Firmin Courtemanche
Firmin Courtemanche MAfr (* 6. März 1913 in Saint-Pie-de-Bagot, Kanada; † 3. November 1999) war ein kanadischer Ordensgeistlicher und Bischof von Chipata.

## Leben
Firmin Courtemanche trat der Ordensgemeinschaft der Weißen Väter bei und empfing am 10. Juni 1939 das Sakrament der Priesterweihe.
Am 7. März 1947 ernannte ihn Papst Pius XII. zum Apostolischen Präfekten von Fort Jameson. Infolge der Erhebung der Apostolischen Präfektur Fort Jameson zum Apostolischen Vikariat ernannte ihn Pius XII. am 7. Mai 1953 zum Titularbischof von Carystus und bestellte ihn zum Apostolischen Vikar von Fort Jameson. Der Erzbischof von Montréal, Paul-Émile Kardinal Léger PSS, spendete ihm am 21. September desselben Jahres die Bischofsweihe; Mitkonsekratoren waren der Erzbischof von Sherbrooke, Georges Cabana, und der Bischof von Saint-Hyacinthe, Arthur Douville. Firmin Courtemanche wurde am 25. Mai 1953 1959 infolge der Erhebung des Apostolischen Vikariates Fort Jameson zum Bistum von Papst Johannes XXIII. zum ersten Bischof von Fort Jameson ernannt. Während seiner Amtszeit wurde das Bistum Fort Jameson in Bistum Chipata umbenannt.
Am 11. November 1970 trat Firmin Courtemanche als Bischof von Chipata zurück.
Firmin Courtemanche nahm an der ersten, zweiten und vierten Sitzungsperiode des Zweiten Vatikanischen Konzils teil.